# 张雨 (射击运动员)
张雨（2000年4月19日—），河南人，中国国家射击队成员。

## 战绩
2016年1月，选入河南省射击运动管理中心女子步枪班训练，之后进入国家射击队。2021年3月，张雨在国家步手枪射击队东京奥运会最终队伍选拔赛中发挥出色，超过王璐瑶和赵若竹，以总分第二名的成绩获得东京奥运会资格。同年7月，入选2020年夏季奥林匹克运动会中国代表团，与盛李豪搭档，参加东京奥运会混合团体10米气步枪比赛。7月27日，预赛中以626.7成绩，名列第11位，无缘下一轮。